# The Gambler's I.O.U.
The Gambler's I.O.U. é um filme norte-americano de 1915, do gênero drama, produzido pela Biograph Company e distribuído por General Film Company.

## Elenco
- Harry Carey
- Barney Furey
- Claire McDowell
- Charles West - (como Charles H. West)